# Danny O’Shea
Daniel „Danny” O’Shea (ur. 13 lutego 1991 w Pontiac) – amerykański łyżwiarz figurowy, startujący w parach sportowych z Ellie Kam. Mistrz czterech kontynentów (2018), medalista zawodów z cyklu Grand Prix i Challenger Series, dwukrotny mistrz Stanów Zjednoczonych (2016, 2024).

## Osiągnięcia

### Pary sportowe

#### Z Ellie Kam
| Zawody                           | 22–23          | 23–24          |                |                |                |                |                |                |                |                |                |                |                |                |                |                |                |
| Międzynarodowe                   | Międzynarodowe | Międzynarodowe | Międzynarodowe | Międzynarodowe | Międzynarodowe | Międzynarodowe | Międzynarodowe | Międzynarodowe | Międzynarodowe | Międzynarodowe | Międzynarodowe | Międzynarodowe | Międzynarodowe | Międzynarodowe | Międzynarodowe | Międzynarodowe | Międzynarodowe |
| -------------------------------- | -------------- | -------------- | -------------- | -------------- | -------------- | -------------- | -------------- | -------------- | -------------- | -------------- | -------------- | -------------- | -------------- | -------------- | -------------- | -------------- | -------------- |
| Mistrzostwa świata               | 12             | 11             |                |                |                |                |                |                |                |                |                |                |                |                |                |                |                |
| Mistrzostwa czterech kontynentów | 6              | 3              |                |                |                |                |                |                |                |                |                |                |                |                |                |                |                |
| GP Grand Prix de France          |                | WD             |                |                |                |                |                |                |                |                |                |                |                |                |                |                |                |
| GP Grand Prix Espoo              |                | 6              |                |                |                |                |                |                |                |                |                |                |                |                |                |                |                |
| CS Finlandia Trophy              |                | 1              |                |                |                |                |                |                |                |                |                |                |                |                |                |                |                |
| CS Golden Spin of Zagreb         | 2              |                |                |                |                |                |                |                |                |                |                |                |                |                |                |                |                |
| Krajowe                          |                |                |                |                |                |                |                |                |                |                |                |                |                |                |                |                |                |
| Mistrzostwa Stanów Zjednoczonych | 3              | 1              |                |                |                |                |                |                |                |                |                |                |                |                |                |                |                |

#### Z Chelseą Liu
| GP Skate America | 7  |
| CS Warsaw Cup    | WD |

#### Z Tarah Kayne

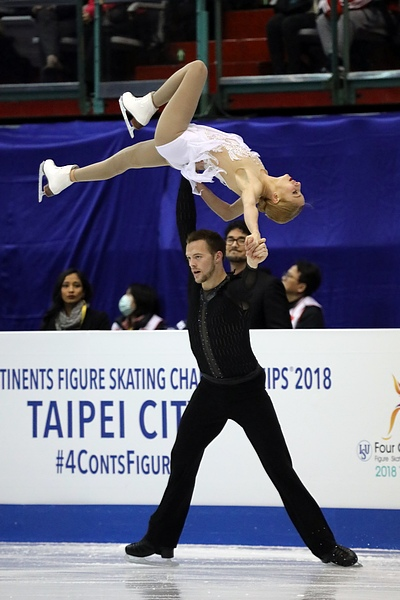
Kayne i O’Shea wykonujący podnoszenie w programie dowolnym na mistrzostwach czterech kontynentów 2018

| Zawody                           | 12–13          | 13–14          | 14–15          | 15–16          | 16–17          | 17–18          | 18–19          | 19–20          | 20–21          |                |                |                |                |                |                |                |                |
| Międzynarodowe                   | Międzynarodowe | Międzynarodowe | Międzynarodowe | Międzynarodowe | Międzynarodowe | Międzynarodowe | Międzynarodowe | Międzynarodowe | Międzynarodowe | Międzynarodowe | Międzynarodowe | Międzynarodowe | Międzynarodowe | Międzynarodowe | Międzynarodowe | Międzynarodowe | Międzynarodowe |
| -------------------------------- | -------------- | -------------- | -------------- | -------------- | -------------- | -------------- | -------------- | -------------- | -------------- | -------------- | -------------- | -------------- | -------------- | -------------- | -------------- | -------------- | -------------- |
| Mistrzostwa świata               |                |                |                | 13             |                | WD             |                |                |                |                |                |                |                |                |                |                |                |
| Mistrzostwa czterech kontynentów |                | 2              | 8              | 4              |                | 1              | 6              | 5              |                |                |                |                |                |                |                |                |                |
| GP Cup of China                  |                |                | WD             |                |                |                |                | 6              |                |                |                |                |                |                |                |                |                |
| GP NHK Trophy                    |                |                |                |                | 4              |                | 5              | 6              |                |                |                |                |                |                |                |                |                |
| GP Rostelecom Cup                |                |                | WD             | 4              |                |                |                |                |                |                |                |                |                |                |                |                |                |
| GP Skate America                 |                |                |                | 6              | 6              |                |                |                | 5              |                |                |                |                |                |                |                |                |
| GP Internationaux de France      |                |                |                |                |                |                | 2              |                |                |                |                |                |                |                |                |                |                |
| CS Finlandia Trophy              |                |                |                |                | 5              |                | 7              |                |                |                |                |                |                |                |                |                |                |
| CS Golden Spin of Zagreb         |                |                | 3              | 3              |                | 3              |                | 2              |                |                |                |                |                |                |                |                |                |
| CS Tallinn Trophy                |                |                |                |                |                |                | 2              |                |                |                |                |                |                |                |                |                |                |
| CS U.S. International Classic    |                |                |                | 1              |                |                |                | 4              |                |                |                |                |                |                |                |                |                |
| Ice Challenge                    |                | 3              |                |                |                |                |                |                |                |                |                |                |                |                |                |                |                |
| International Challenge Cup      | 2              |                |                |                |                |                |                |                |                |                |                |                |                |                |                |                |                |
| U.S. International Classic       |                | 3              |                |                |                |                |                |                |                |                |                |                |                |                |                |                |                |
| Krajowe                          |                |                |                |                |                |                |                |                |                |                |                |                |                |                |                |                |                |
| Mistrzostwa Stanów Zjednoczonych | 7              | 6              | 3              | 1              | WD             | 2              | 4              | 3              |                |                |                |                |                |                |                |                |                |
| Eastern Sectionals               | 1              |                |                |                |                |                |                |                |                |                |                |                |                |                |                |                |                |

#### Z Christine Mozer
| Eastern Sectionals | 1 J |

#### Z Caroline Knoop
| Eastern Sectionals | 5 J |

#### Z Jessicą Calalang
| Mistrzostwa Stanów Zjednoczonych | 5 N |
| Midwestern Sectionals            | 4 N |

### Soliści
| Zawody                                | 06–07                                 | 07–08                                 | 08–09                                 | 09–10                                 | 10–11                                 |                                       |                                       |                                       |                                       |                                       |                                       |                                       |                                       |                                       |                                       |                                       |                                       |                                       |
| Międzynarodowe: Kategorie młodzieżowe | Międzynarodowe: Kategorie młodzieżowe | Międzynarodowe: Kategorie młodzieżowe | Międzynarodowe: Kategorie młodzieżowe | Międzynarodowe: Kategorie młodzieżowe | Międzynarodowe: Kategorie młodzieżowe | Międzynarodowe: Kategorie młodzieżowe | Międzynarodowe: Kategorie młodzieżowe | Międzynarodowe: Kategorie młodzieżowe | Międzynarodowe: Kategorie młodzieżowe | Międzynarodowe: Kategorie młodzieżowe | Międzynarodowe: Kategorie młodzieżowe | Międzynarodowe: Kategorie młodzieżowe | Międzynarodowe: Kategorie młodzieżowe | Międzynarodowe: Kategorie młodzieżowe | Międzynarodowe: Kategorie młodzieżowe | Międzynarodowe: Kategorie młodzieżowe | Międzynarodowe: Kategorie młodzieżowe | Międzynarodowe: Kategorie młodzieżowe |
| ------------------------------------- | ------------------------------------- | ------------------------------------- | ------------------------------------- | ------------------------------------- | ------------------------------------- | ------------------------------------- | ------------------------------------- | ------------------------------------- | ------------------------------------- | ------------------------------------- | ------------------------------------- | ------------------------------------- | ------------------------------------- | ------------------------------------- | ------------------------------------- | ------------------------------------- | ------------------------------------- | ------------------------------------- |
| JGP we Włoszech                       |                                       |                                       | 13                                    |                                       |                                       |                                       |                                       |                                       |                                       |                                       |                                       |                                       |                                       |                                       |                                       |                                       |                                       |                                       |
| International Challenge Cup           |                                       | 2 J                                   |                                       |                                       |                                       |                                       |                                       |                                       |                                       |                                       |                                       |                                       |                                       |                                       |                                       |                                       |                                       |                                       |
| Krajowe                               |                                       |                                       |                                       |                                       |                                       |                                       |                                       |                                       |                                       |                                       |                                       |                                       |                                       |                                       |                                       |                                       |                                       |                                       |
| Mistrzostwa Stanów Zjednoczonych      | 8 N                                   | 1 N                                   | 10 J                                  |                                       |                                       |                                       |                                       |                                       |                                       |                                       |                                       |                                       |                                       |                                       |                                       |                                       |                                       |                                       |
| Eastern Sectionals                    |                                       |                                       |                                       |                                       | 6 J                                   |                                       |                                       |                                       |                                       |                                       |                                       |                                       |                                       |                                       |                                       |                                       |                                       |                                       |
| Midwestern Sectionals                 | 1 N                                   | 1 N                                   | 4 J                                   | 6 J                                   |                                       |                                       |                                       |                                       |                                       |                                       |                                       |                                       |                                       |                                       |                                       |                                       |                                       |                                       |
| South Atlantic Regionals              |                                       |                                       |                                       |                                       | 5 J                                   |                                       |                                       |                                       |                                       |                                       |                                       |                                       |                                       |                                       |                                       |                                       |                                       |                                       |
| Upper Great Lakes Regionals           | 1 N                                   | 2 N                                   | 2 J                                   | 4 J                                   |                                       |                                       |                                       |                                       |                                       |                                       |                                       |                                       |                                       |                                       |                                       |                                       |                                       |                                       |

## Programy
Tarah Kayne / Daniel O’Shea
| Sezon   | Program krótki (SP) | Program dowolny (FS) |
| ------- | --- | --- |
| 2020–21 | - Clair de Lune – Claude Debussy choreografia: Randi Strong | - Carmen medley – Georges Bizet choreografia: Randi Strong                                                                     |
| 2019–20 | - Clair de Lune – Claude Debussy choreografia: Randi Strong - Sweet Dreams (Are Made of This) – Mark Hadley, Dresage, oryg. Eurythmics choreografia: Charlie White | - Les Misérables. Nędznicy medley – Claude-Michel Schönberg, Alain Boublil, Herbert Kretzmer choreografia: Pasquale Camerlengo |